# Emmerich am Rhein

Rheinpromenade mit Pegelhaus

Emmerich am Rhein (niederländisch Emmerik [aan de Rijn]) ist eine Hansestadt am rechten Niederrhein im Nordwesten des Bundeslandes Nordrhein-Westfalen. Als mittlere kreisangehörige Stadt gehört sie zum Kreis Kleve im Regierungsbezirk Düsseldorf. Die Mittelstadt ist Mitglied der Euregio Rhein-Waal sowie der Rheinischen Hanse.

## Geographie

### Geographische Lage
Emmerich gehört geographisch zur Unteren Rheinniederung, einem Teil des Niederrheinischen Tieflands. Die Innenstadt liegt auf einer Höhe von 17 Metern über NN. Der tiefste Punkt des Stadtgebietes liegt im Rheinvorland mit 13 Metern. Der Eltenberg mit einer Höhenlage bis zu 82 Metern wird der naturräumlichen Haupteinheit Eltener Höhen zugeordnet.

### Ausdehnung des Stadtgebiets
Das Emmericher Stadtgebiet wird im Süden durch den Rhein (Rheinmitte) begrenzt, im Westen und Norden durch die Staatsgrenze zu den Niederlanden. Im Osten grenzt es an das Reeser Stadtgebiet.
Die Gesamtfläche des Stadtgebiets beträgt 8040 Hektar.
Bei einer Aufteilung der Katasterfläche in der amtlichen Statistik nach der tatsächlichen Art der Nutzung ergeben sich 61,3 % landwirtschaftliche Nutzung, 8,1 % Waldfläche, 7,2 % Wasserfläche, 1,9 % Erholungs- und Friedhofsfläche, 13,8 % Gebäude-, Frei- und Betriebsfläche, 7,4 % Verkehrsfläche sowie 0,4 % sonstige Flächen (Stand: 31. Dezember 2015).
Ein leicht anderes Bild der Flächennutzung ergibt sich bei einer Auswertung von Satellitenbildern. Von der Gesamtfläche des Stadtgebietes werden danach 43,16 % als Wiese und Weide und 27,81 % als Acker genutzt. 14,17 % sind versiegelt (4,28 % geringer Versiegelungsgrad (< 40 %), 7,27 % mittlerer Versiegelungsgrad (40–80 %), 2,62 % hoher Versiegelungsgrad (> 80 %)). Aus Wald bestehen 10,42 % der Fläche (Nadelwald 1,38 %, Mischwald 2,93 %, Laubwald 6,11 %). 4,2 % sind Wasserflächen, 0,24 % sind Kiesgruben/Abbaugebiete oder Baustellen.

### Stadtgliederung

Verwaltungsgliederung der Stadt Emmerich am Rhein

Räumlich ist das Stadtgebiet in folgende zehn Ortsteile gegliedert (Einwohnerzahlen Stand: 1. Januar 2017, Quelle: KRZN)
- drei Ortsteile auf historischem Gebiet (19.387 Einwohner):
  - Altstadt
  - Leegmeer
  - Speelberg
- sieben Ortsteile aus früher selbständigen Gemeinden:
  - Borghees (373 Einwohner)
  - Dornick (469 Einwohner)
  - Elten (4706 Einwohner)
  - Hüthum (3160 Einwohner)
  - Klein-Netterden (824 Einwohner)
  - Praest (1661 Einwohner)
  - Vrasselt (1545 Einwohner)

Die Differenz der Einwohnerzahlen zur obengenannten Gesamteinwohnerzahl beruht auf der differierenden Zählweise zwischen LDS und KRZN.

### Nachbargemeinden
Die Stadt Emmerich am Rhein grenzt im Norden an die Gemeinden Montferland und Oude IJsselstreek (beide in der Provinz Gelderland (NL)), im Osten an die Stadt Rees, im Süden in der Rheinmitte an die Städte Kleve und Kalkar sowie im Nordwesten an die Gemeinde Zevenaar (in der Provinz Gelderland (NL)).
| Zevenaar (NL) | Montferland (NL)                            | Oude IJsselstreek (NL) |
|               | Kompassrose, die auf Nachbargemeinden zeigt | Rees                   |
| Kleve         |                                             | Kalkar                 |

## Geschichte

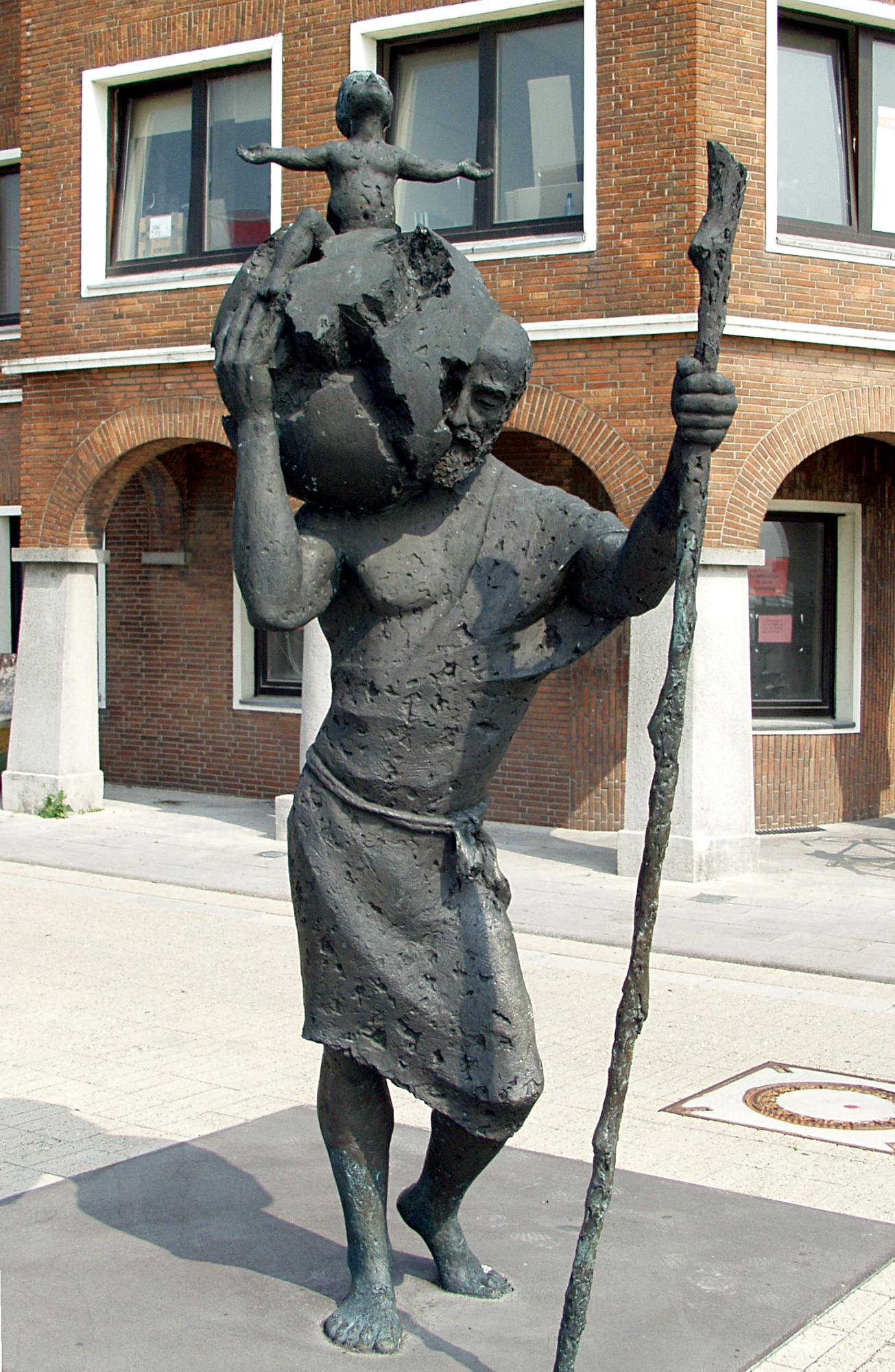
Christophorus-Statue auf der Rheinpromenade

### Mittelalter
Um 700 gründete Willibrord die Missionsstation Emmerich im Bistum Utrecht und weihte die erste Martinskirche. Etwas östlich des heutigen Stadtkerns wurden 1963 einige frühmittelalterliche Gräber entdeckt, die für ihre Zeit (frühes 8. Jahrhundert) ziemlich reich ausgestattet waren. Beim Martinistift entstand eine Lateinschule, eine der ersten Schulen im heutigen Deutschland. Die erste urkundliche Nennung unter dem Namen Villa Embrici ist aus dem Jahr 828 überliefert. Nach dem Normannensturm im 9. Jahrhundert beherrschte der Propst des Kollegiatstiftes den Ort. 1040 wurde die Stiftskirche St. Martini errichtet.
Am 31. Mai 1233 erhob Graf Otto von Zutphen und Geldern mit Ermächtigung des römischen Kaisers Friedrich II. und des deutschen Königs Heinrich (VII.) (Vater und Sohn) Emmerich zur Stadt. Verfassung und Vorrechte entsprachen denen der Stadt Zütphen. Im Jahre 1355 wurde Emmerich an Graf Johann von Kleve verpfändet und verblieb bei der Grafschaft, beziehungsweise beim Herzogtum Kleve. Zwischen 1307 und 1570 stand Emmerich in enger Verbindung zur Hanse. Handel und Handwerk blühten. Neben der Brauerei begründete vor allem die Wollweberei, deren Gilde in der Stadt bis in das Jahr 1299 zurückreichte, den Wohlstand. Seit dem 14. Jahrhundert war Emmerich von Mauern umgeben und mit Toren gesichert. Die Aldegundiskirche stammt aus dem 15. Jahrhundert.

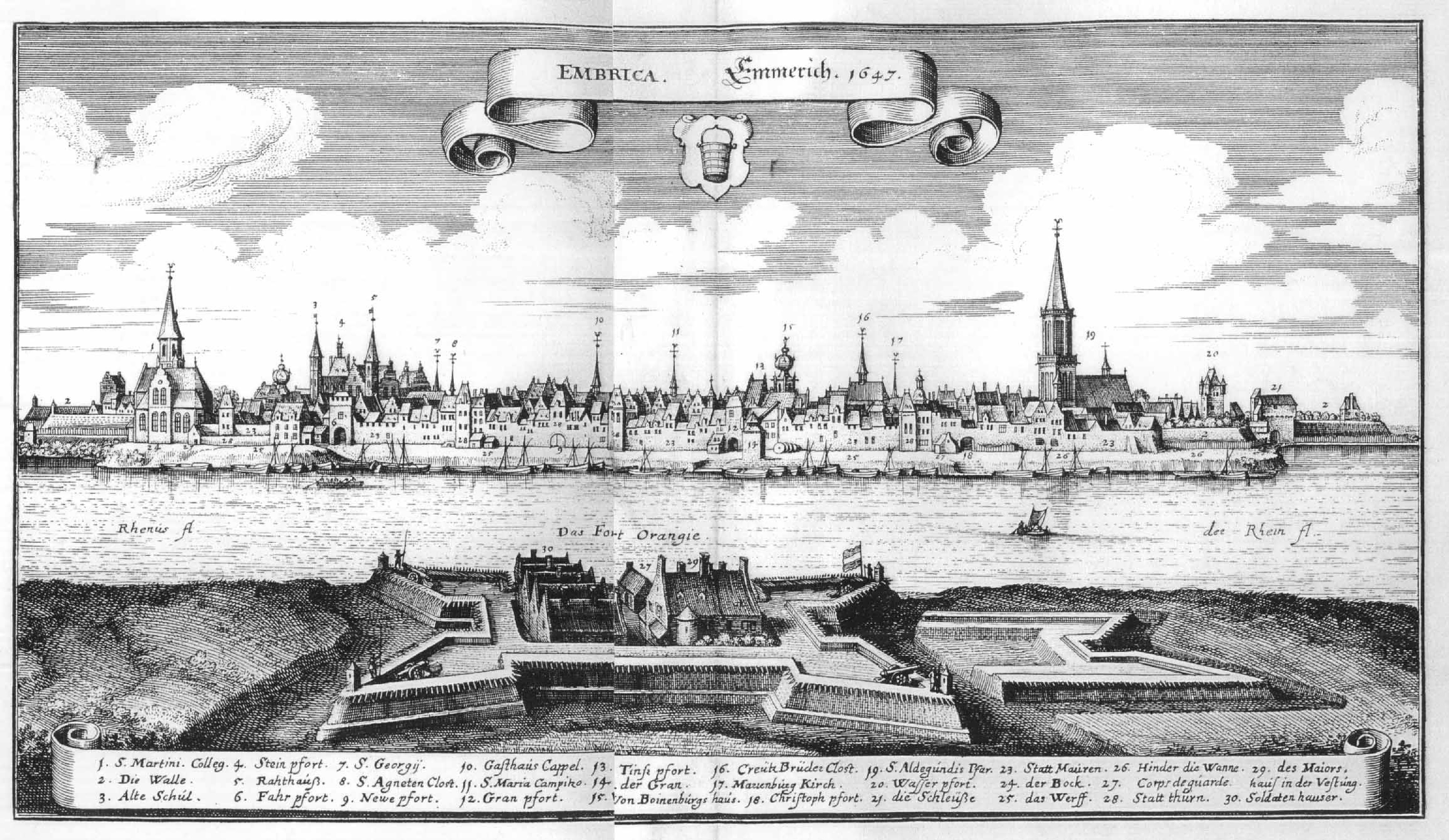
Stadtansicht 1647
(Stich von Matthäus Merian)

### Neuzeit
Emmerich erlebte bis zum 16. Jahrhundert seine Blütezeit und wurde wegen seiner weltlichen und kirchlichen Bauten Embrica decora (= prächtiges Emmerich) genannt. Im Jahre 1567 fand im Emmericher Kreuzherrenkloster der Hansetag statt. Das während des Zweiten Weltkrieges gesprengte Christoffeltor zum Rheinufer war bekannt durch eine überlebensgroße, eichene Figur eines Christophorus in der Nische über dem feldseitigen Portal. Die dem Meister Dries Holthuys zugeschriebene Skulptur vom Anfang des 16. Jahrhunderts befindet sich seit 1964 im Rheinmuseum in Emmerich. Ein Abguss dieser Christophorusfigur steht heute auf einer Stele am Christoffeltor.
Der Kölner Domherr und Emmericher Propst des Kollegiatstiftes St. Martin, Graf Moritz von Spiegelberg (1406/07–1483), reformierte die Lateinschule zur Gelehrtenschule: Lehrer wie Alexander Hegius (1439–1498), Peter Homphaeus (1480–1556), Matthias Bredenbach (1499–1559) und Heinrich Uranius (1492–1572) lehrten dort. Von weither kamen Schüler, unter Rektor Bredenbach sollen 2000 Jungen das Gymnasium besucht haben. Nach einem starken Rückgang übernahmen 1592 die Jesuiten aus Köln den Unterricht, den sie nach einem regionalen Abzug beider Kriegsparteien im niederländisch-spanischen Krieg nach 1600 wieder für bis zu 500 Schüler gaben. Für katholische Niederländer war die Ausbildung attraktiv. 1614 besetzten die antikatholischen Niederländer unter Moritz von Oranien von Schenkenschanz aus die Stadt erneut im Bund mit Brandenburg, dem das Herzogtum Kleve zugefallen war. 1609 wurde an der Wollenweberstraße ein neues Schulgebäude errichtet. Das alte Gebäude (seit 1505) auf dem Geistmarkt, ein länglicher, dreistöckiger Backsteinbau mit einem Dachreiter, das zwischen dem Rathaus und der Evangelischen Kirche lag, diente von 1673 bis 1715 als eine französisch-reformierte Kirche. Das Gymnasium in Kleve nahm evangelisch-reformierte Schüler auf. Daneben gab es auch eine kleine, doch angesehene jüdische Gemeinde, bekannt war die Familie Gomperz. Das Jesuitengymnasium wurde 1788 durch das Ordensverbot aufgelöst, darauf übernahmen Kreuzherren den Unterricht. Mit Napoleons I. Verbot endete der Unterricht vorläufig im Jahr 1811.
Im Dreißigjährigen Krieg hatte Emmerich wegen der niederländischen Besatzung wenig zu leiden. Der Niedergang Emmerichs begann 1672 mit der Besetzung der Stadt durch französische Truppen unter König Ludwig XIV. Kriegsverwüstungen, Überschwemmungen und Seuchen ließen die Stadt verarmen. Es folgten die Drangsale im Zusammenhang mit dem Spanischen Erbfolgekrieg, der Siebenjährige Krieg, die militärischen Folgen der Französischen Revolution und die napoleonischen Unterwerfungen. Nach der Annexion durch Frankreich wurde im Kanton Emmerich des Département Lippe nach französischem Vorbild die Mairie Emmerich eingerichtet.
Erst 1815 gelangte Emmerich wieder zum Königreich Preußen und wurde durch die Rheinschifffahrt und die Industrialisierung wirtschaftlich gestärkt. Aus der Mairie Emmerich der Franzosenzeit wurde die preußische Bürgermeisterei Emmerich, die 1816 zum neuen Kreis Rees kam. Im Mai 1832 ließ der König ein Humanistisches Gymnasium neu eröffnen, das heutige Willibrord-Gymnasium. Am 24. August 1857 wurde der Stadt die Rheinische Städteordnung verliehen.
Am 20. Oktober 1856 wurde die Hollandstrecke der Köln-Mindener Eisenbahn eröffnet, die ursprünglich nicht über Emmerich führen sollte, doch hatte die Stadt Emmerich dagegen Einspruch erhoben. Im Jahre 1865 wurde eine Eisenbahnfähre über den Rhein in Betrieb genommen. Das Trajekt Spyck–Welle wurde bis 1912 betrieben.
Die Stadt Emmerich nahm 1857 die Rheinische Städteordnung an. Seitdem wurde zwischen der Stadtbürgermeisterei Emmerich und der Bürgermeisterei Emmerich-Land unterschieden, die die Gemeinde Klein-Netterden umfasste und weiterhin von Emmerich aus verwaltet wurde.
Im Jahre 1890 wurde der Telefonverkehr eingerichtet.

### 20./21. Jahrhundert
Im Juli 1901 hatte Emmerich erstmals über 10.000 Einwohner. 1905 erzeugte das städtische Elektrizitätswerk den ersten elektrischen Strom für die Stadt.
Im Ersten Weltkrieg war Emmerich Garnisonsstadt. Der Post- und Eisenbahnverkehr wurde eingeschränkt, die bisher in Emmerich ausgeübten Grenzkontrollen wurden nach Elten verlegt. Emmerich war Anfangs- und Endstation für die preußischen Züge. Während des Ersten Weltkrieges war in Emmerich die größte Postüberwachungsstelle des Kaiserreiches. Am 20. November 1918 wurde in Emmerich ein Arbeiter- und Soldatenrat gegründet. Am 17. Dezember besetzten belgische Truppen Emmerich, sie verließen die Stadt im Jahre 1921. Im Ruhrkampf kam es am 13. Februar 1923 zu einer erneuten Besetzung der Stadt.
Zwischen dem 6. November 1914 und dem 24. Februar 1945 verkehrten in der Stadt Straßenbahnen der Kleinbahn Wesel–Rees–Emmerich und zwischen dem 4. Juni 1903 und dem 18. September 1944 die Züge der niederländischen Kleinbahn Straßenbahn Zutphen–Emmerich.

#### Nationalsozialismus und Zweiter Weltkrieg
Anfang 1933 gab es nur 120 Nazis in Emmerich und die Partei bekam nur 27,2 % der Stimmen in der Märzwahl 1933, trotzdem geschah die NS-Machtdurchsetzung wie überall. Zur nationalsozialistischen Verfolgung der Juden siehe unter Religionen und Liste der Stolpersteine in Emmerich am Rhein. Der Pfarrer an Adelgundis, Gerhard Storm, verteilte antinazistische Flugblätter und starb 1942 im KZ.
Während des Zweiten Weltkrieges wurde Emmerich am 7. Oktober 1944 zu 91 % durch einen Luftangriff der britischen Royal Air Force zerstört.
1949 wurde Elten im Rahmen der Niederländischen Annexionspläne nach dem Zweiten Weltkrieg an die Niederlande angegliedert. Die Rückgliederung an die Bundesrepublik Deutschland wurde mit Vertrag vom 8. April 1960 beschlossen und am 1. August 1963 vollzogen.

#### Wiederaufbau nach 1945
Bei einer Katastrophe der Binnenschifffahrt mit zwei Toten und 22 zum Teil Schwerverletzten havarierte auf dem Rhein bei Emmerich am 7. Oktober 1960 das Schiff Tina Scarlett. Zehn Schiffe brannten, der Rhein stand auf 300 Metern in Flammen.
Die Bundesautobahn 3 wurde 1962 auf dem Teilstück Zollübergangsstelle Elten bis Anschlussstelle Emmerich freigegeben. Am 27. April 1965 konnte das letzte Teilstück der Hollandlinie zwischen Emmerich und Hamminkeln eröffnet werden.
Am 18. Juni 1965 fand an der neu errichteten Rheinbrücke Emmerich nach dreijähriger Bauzeit das Richtfest statt, am 3. September 1965 wurde sie eröffnet.
1966 wurde die Hollandstrecke elektrifiziert.
Von 1969 bis 2008 war Emmerich wieder Garnisonsstadt. In der in den 1960er Jahren gebauten Moritz-von-Nassau-Kaserne waren zunächst das schwere Pionierbataillon 716, später das schwere Pionierbataillon 800, anschließend das Pionierbataillon 140, das Pionierausbildungszentrum 800 und das teilaktive Pionierbataillon 810 sowie weitere kleinere Dienststellen mit insgesamt ca. 900 Soldaten stationiert. Der Standort Emmerich wurde am 30. Juni 2008 geschlossen.
Seit dem 1. Dezember 2001 heißt die Stadt Emmerich am Rhein.

### Eingemeindungen
Im Jahre 1903 wurden die Orte Leegmeer und Speelberg in die Stadt Emmerich eingemeindet.
Am 1. Juli 1969 wurden im Zuge des ersten kommunalen Neugliederungsprogramms auf der Grundlage des Gesetzes zur Neugliederung von Gemeinden des Landkreises Rees die bis dahin selbstständigen Gemeinden Borghees, Hüthum und Klein-Netterden des ehemaligen Amtes Elten sowie die Gemeinden Dornick, Praest und Vrasselt des ehemaligen Amtes Vrasselt mit der Stadt Emmerich zusammengeschlossen.
Am 1. Januar 1975 wurde auf der Grundlage des Niederrhein-Gesetzes im Zuge des zweiten Neugliederungsprogramms die Gemeinde Elten in die Stadt Emmerich eingegliedert.
Gleichzeitig wurde der Altkreis Rees aufgelöst und das frühere nördliche Kreisgebiet mit dem ehemaligen Kreis Geldern und Teilgebieten des Kreises Moers zum neuen niederrheinischen Großkreis Kleve zusammengefügt. Emmerich ist seitdem eine kreisangehörige Gemeinde des Kreises Kleve.

### Einwohnerentwicklung
| Emmerich am Rhein: Einwohnerzahlen von 1532 bis 2024 | Emmerich am Rhein: Einwohnerzahlen von 1532 bis 2024 | Emmerich am Rhein: Einwohnerzahlen von 1532 bis 2024 | Emmerich am Rhein: Einwohnerzahlen von 1532 bis 2024 | Emmerich am Rhein: Einwohnerzahlen von 1532 bis 2024 |
| ---------------------------------------------------- | ---------------------------------------------------- | ---------------------------------------------------- | ---------------------------------------------------- | ---------------------------------------------------- |
| Jahr                                                 |                                                      |                                                      |                                                      | Einwohner                                            |
| 1532                                                 | 1532                                                 |                                                      | 3.250                                                | 3.250                                                |
| 1816                                                 | 1816                                                 |                                                      | 4.442                                                | 4.442                                                |
| 1858                                                 | 1858                                                 |                                                      | 7.397                                                | 7.397                                                |
| 1871                                                 | 1871                                                 |                                                      | 7.809                                                | 7.809                                                |
| 1880                                                 | 1880                                                 |                                                      | 8.900                                                | 8.900                                                |
| 1885                                                 | 1885                                                 |                                                      | 9.759                                                | 9.759                                                |
| 1890                                                 | 1890                                                 |                                                      | 9.622                                                | 9.622                                                |
| 1895                                                 | 1895                                                 |                                                      | 9.946                                                | 9.946                                                |
| 1900                                                 | 1900                                                 |                                                      | 10.526                                               | 10.526                                               |
| 1910                                                 | 1910                                                 |                                                      | 13.418                                               | 13.418                                               |
| 1925                                                 | 1925                                                 |                                                      | 13.647                                               | 13.647                                               |
| 1933                                                 | 1933                                                 |                                                      | 14.545                                               | 14.545                                               |
| 1939                                                 | 1939                                                 |                                                      | 16.381                                               | 16.381                                               |
| 1945                                                 | 1945                                                 |                                                      | 441                                                  | 441                                                  |
| 1946                                                 | 1946                                                 |                                                      | 7.022                                                | 7.022                                                |
| 1950                                                 | 1950                                                 |                                                      | 9.074                                                | 9.074                                                |
| 1961                                                 | 1961                                                 |                                                      | 16.822                                               | 16.822                                               |
| 1968                                                 | 1968                                                 |                                                      | 18.356                                               | 18.356                                               |
| 1970                                                 | 1970                                                 |                                                      | 24.122                                               | 24.122                                               |
| 1975                                                 | 1975                                                 |                                                      | 29.113                                               | 29.113                                               |
| 1980                                                 | 1980                                                 |                                                      | 29.343                                               | 29.343                                               |
| 1985                                                 | 1985                                                 |                                                      | 29.245                                               | 29.245                                               |
| 1987                                                 | 1987                                                 |                                                      | 27.924                                               | 27.924                                               |
| 1990                                                 | 1990                                                 |                                                      | 28.322                                               | 28.322                                               |
| 1995                                                 | 1995                                                 |                                                      | 29.285                                               | 29.285                                               |
| 2000                                                 | 2000                                                 |                                                      | 28.899                                               | 28.899                                               |
| 2005                                                 | 2005                                                 |                                                      | 29.520                                               | 29.520                                               |
| 2010                                                 | 2010                                                 |                                                      | 29.571                                               | 29.571                                               |
| 2015                                                 | 2015                                                 |                                                      | 30.968                                               | 30.968                                               |
| 2018                                                 | 2018                                                 |                                                      | 30.748                                               | 30.748                                               |
| 2022                                                 | 2022                                                 |                                                      | 31.544                                               | 31.544                                               |
| 2024                                                 | 2024                                                 |                                                      | 31.829                                               | 31.829                                               |
|                                                      |                                                      |                                                      |                                                      |                                                      |

## Religionen
Der größte Teil der Emmericher ist römisch-katholisch (61,7 %), ein kleinerer Teil evangelisch (16,6 %). 21,7 % der Emmericher gehören einer sonstigen oder keiner Religion an oder machten keine Angabe zur Religionszugehörigkeit. Neben den obengenannten Gemeinden gibt es eine eritreisch-orthodoxe Gemeinde, eine sunnitische Moscheegemeinde, eine jesidische Gemeinde, eine alevitische Gemeinde, eine neuapostolische und eine apostolische Gemeinde. (Zahlen: Stand Volkszählung 2011)

### Christentum
- In Emmerich gibt es eine römisch-katholische Seelsorgeeinheit mit zwei Pfarreien sowie eine weitere Pfarrei.

Die Seelsorgeeinheit St. Christophorus und St. Johannes der Täufer deckt räumlich die Ortsteile Altstadt, Leegmeer, Speelberg, Vrasselt, Praest und Dornick ab. Am 28. November 2004 wurden die vier katholischen Stadtgemeinden St. Martini, St. Aldegundis, Heilig-Geist und Liebfrauen zur neuen Stadtpfarre St. Christophorus fusioniert.
Zur Pfarre St. Johannes der Täufer zählt die namengebende Kirche in Dornick, St. Antonius in Vrasselt, und St. Johannes Baptist in Praest.
Die Pfarre St. Vitus besteht aus den fusionierten Pfarren St. Georg in Hüthum, St. Martinus in Elten und St. Vitus in Hochelten.
Die katholischen Pfarreien von Emmerich gehören zum Dekanat Emmerich im Kreisdekanat Kleve des Bistums Münster.
- Die polnische katholische Gemeinde gehört zwar formal zur Stadtpfarre St. Christophorus, hat aber in der Praxis wenig Berührungspunkte mit dem deutschsprachigen Gemeindeleben. Ein polnischer Pfarrer hält sonntäglich für die größte Emmericher Immigrantengruppe eine Messe in der Aldegundiskirche.
- Die Evangelische Kirchengemeinde Emmerich kann ihren Ursprung auf das Jahr 1574 zurückführen, als unter Beteiligung von Nachkommen geflüchteter Waldenser und holländischer Zuwanderer eine reformierte Gemeinde gegründet wurde. Ca. 1609 bildete sich eine Mennoniten-Gemeinde. An sie erinnert eine Straße im Stadtzentrum. Eine lutherische Gemeinde bestand spätestens seit 1626. Im Jahr 1686 wurde von hugenottischen Flüchtlingen aus Frankreich eine französisch-reformierte Gemeinde gegründet. 1817 erfolgte – vom König von Preußen verfügt – die Vereinigung der reformierten und der lutherischen Gemeinde.[33]
Die Gemeinde gehört zum Kirchenkreis Wesel der Evangelischen Kirche im Rheinland.
- Die neuapostolische Gemeinde Emmerich wurde 1925 gegründet und hat ca. 100 Mitglieder. Seit 1930 verfügt sie über ein eigenes Kirchengebäude. Sie gehört zum Bezirk Dinslaken.[34]
- Die apostolische Gemeinde Emmerich gründete sich 1955 als Abspaltung von der neuapostolischen Gemeinde. 1965 wurde ein eigenes Kirchengebäude errichtet. Die Gemeinde hat ca. 50 Mitglieder und gehört zur Region Nord.[35]
- Die eritreisch-orthodoxe Gemeinde hat Mitglieder aus dem gesamten Kreis Kleve sowie aus Bocholt und Wesel. Für ihre sonntäglichen Gottesdienste nutzt sie die Krypta der Martinikirche.

### Judentum
In Emmerich bestand seit dem ersten Drittel des 17. Jahrhunderts eine jüdische Gemeinde, die seit 1854 als Filialgemeinde zum Synagogenbezirk Rees gehörte, bevor um 1900 eine eigenständige Synagogengemeinde gebildet wurde. 1932 war Elten angeschlossen. Die Größe der Gemeinde belief sich 1816 auf 87 Personen, 1885 auf 151 und 1932 auf noch etwa 90–95 Mitglieder. Im Juni 1933 lebten im damaligen Emmericher Stadtgebiet 86 Juden. Viele von ihnen wurden im Holocaust deportiert und ermordet. Daran erinnern 99 Stolpersteine im Stadtgebiet, die 2011–2012 von Gunter Demnig unter Mitwirkung von Emmericher Schülern verlegt wurden.
Ein Betsaal ist zu Beginn des 17. Jahrhunderts belegt, um 1674 wurde ein Wohnhaus zur Synagoge umgebaut, dieses wurde 1811/12 renoviert und 1926/27 erneut instand gesetzt. Die Synagoge wurde im August 1938 verkauft und während der Novemberpogrome nicht beschädigt. 1944 wurde sie durch Bomben zerstört. Die Ruine wurde ca. 1955 abgerissen. Am ehemaligen Standort in der heutigen Willibrordstraße befindet sich eine Gedenktafel.
Heute gehört Emmerich zum Gebiet der Jüdischen Gemeinde Duisburg-Mülheim/Ruhr-Oberhausen. Die nächstgelegenen Synagogen befinden sich in Duisburg und Oberhausen.

### Islam
- Etwa 70 Mitglieder hat der Türkisch-Islamische Kulturverein, der die sunnitische „Große Moschee“ (türkisch: Ulu Camii) betreibt.[42] Der Verein gehört dem Dachverband Türkisch-Islamische Union der Anstalt für Religion (DITIB) an.
- Zur alevitischen Gemeinde zählen etwa 50 Familien. Die Gemeinde betreibt in Emmerich ein Versammlungshaus, das Alevitische Kulturzentrum.[43]

### Yezidentum
Kurdische Arbeitsmigranten und Flüchtlinge gründeten 1993 die Yezidische Kulturgemeinde Kreis Kleve und Umgebung mit Sitz in Emmerich. Hier befindet sich seit 2003 auch das Gemeindezentrum. Der Verein gehört der Föderation der yezidischen Kurden an. Bereits 1990 wurde ein jesidisches Gräberfeld auf dem Emmericher Kommunalfriedhof angelegt.

## Politik

### Stadtrat
Neben den bundesweit vertretenen Parteien sind in der Emmericher Kommunalpolitik drei lokale Wählervereinigungen aktiv: Die Bürger-Gemeinschaft Emmerich (BGE), der Bund Sozialer Demokraten (BSD) und die Unabhängigen Wähler Emmerich (UWE).
Seit der Kommunalwahl am 13. September 2020 sind im Stadtrat CDU (40,4 %, 15 Sitze), SPD (28,7 %, 11 Sitze), Grüne (12,2 %, 4 Sitze), BGE (9,9 %, 4 Sitze), FDP (3,3 %, 1 Sitz) und AfD (3,1 %, 1 Sitz) vertreten. Die Wahlbeteiligung lag bei 45,7 %. Die Zahl der Briefwähler übertraf erstmals die Zahl der Wähler im Wahllokal, was nicht zuletzt coronabedingt war.
Der Rat machte von der Möglichkeit Gebrauch, die im Kommunalwahlrecht vorgesehene Größe des Stadtrates von 44 Sitzen um acht Sitze auf 36 zu reduzieren.
Die Wahlperiode beträgt fünf Jahre und begann am 1. November 2020.
Die nächste Kommunalwahl findet im Herbst 2025 statt.

### Bürgermeister
Bürgermeister der Stadt Emmerich am Rhein ist seit 2015 Peter Hinze (SPD). 2020 wurde er wiedergewählt. Am 27. September 2020 gewann er die Stichwahl mit 59,2 % der Stimmen gegen den CDU-Kandidaten Matthias Reintjes (40,8 %). Die Wahlbeteiligung lag bei 39,1 %. Im ersten Wahlgang am 13. September 2020 hatte kein Kandidat die absolute Mehrheit erreicht. Von den abgegebenen gültigen Stimmen entfielen auf Peter Hinze (SPD) 45,9 %, auf Matthias Reintjes (CDU) 36,2 %, auf Joachim Sigmund (BGE) 7,9 %, auf Sabine Siebers (Grüne) 6,5 %, auf Christopher Gietmann (AfD) 2,7 % und auf Thomas Meschkapowitz (BSD) 0,9 %. Die Wahlbeteiligung lag bei 45,7 %.
Die nächste planmäßige Bürgermeisterwahl findet im Herbst 2025 statt.

### Wappen und Siegel

Wappen
Siegel
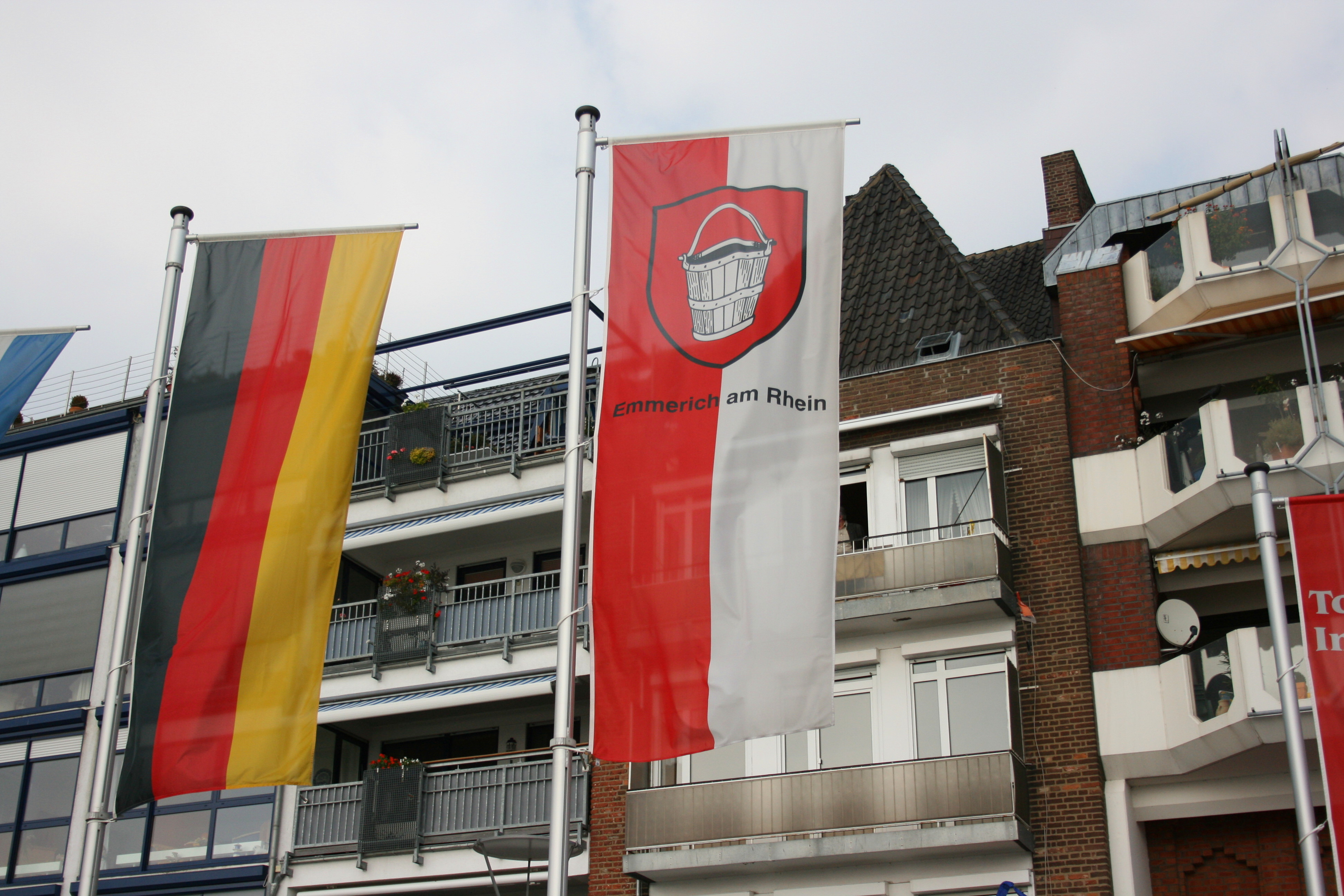
Stadtbanner an der Rheinpromenade
Banner
Flagge

„Die Stadt führt ein redendes Wappen, das schon auf städtischen Siegeln des 14. Jahrhunderts vorkommt, seit dem Mittelalter. Emmerich erhielt 1233 durch Graf Otto von Geldern Stadtrecht.

In Emmerich stehen Wappen und Siegel nebeneinander.

Das Wappen ist ein im roten Wappenschild stehender gehenkelter weißer Eimer.

Der Duisburger Stadtteil Hochemmerich nutzt ein nahezu identisches Motiv, jedoch mit abweichender Tingierung.
Das Bild des Stadtsiegels: hinter einer zinnenbekrönten Stadtmauer erheben sich drei runde Festungstürme. Der breitere Mittelturm ist bis in halbe Höhe als zinnenbekrönter Rundturm ausgeführt, geht dann im oberen Teil aber in einen schlankeren viereckigen Turm über, der mit einer nach allen Seiten vorkragenden Brüstung und einer gefälteten Haube abschließt. Die niedrigeren Seitentürme tragen ebenfalls Faltdächer. Über ihnen, beiderseits des Mittelturms, befinden sich zwei schräg angeordnete Wappenschilde, die jeweils einen Eimer zeigen.
Umschrift Sigillum Burgentium in Embrica.“

Die Umschrift bedeutet Siegel der Bürger in Emmerich. Ein Wappenbrief ist nicht nachgewiesen. Es ist selten, dass Wappen und Siegel einer Stadt unterschiedlich sind. Die Herkunft des Eimers auf dem Wappen konnte auch durch ein Gutachten (1910) nicht geklärt werden. Auch die Frage, ob es sich um ein redendes Wappen handelt, ist umstritten.
Außerdem hat Emmerich seit 2022 ein Logo mit einem stilisierten Eimer und die öffentlichen Abfalleimer tragen bezugnehmend auf das Stadtwappen den Appell Alles im Eimer.

### Flagge und Banner
Die Flagge der Stadt (als Banner) ist in Längsrichtung in den Farben rot (links) und weiß (rechts) geteilt.
Bei einer Hissflagge ist der obere Teil der Flagge rot und der untere Teil weiß. In der Mitte steht das Wappen in rot mit dem stehenden gehenkelten weißen Eimer.

### Städtepartnerschaften
Emmerich unterhält mit folgenden Städten Städtepartnerschaften:
- King’s Lynn (Großbritannien, seit 1978)
- Šilutė (Litauen, seit 1990)
- Kirkland (Washington) (Vereinigte Staaten, seit 1995)[53][54]

## Kultur und Sehenswürdigkeiten

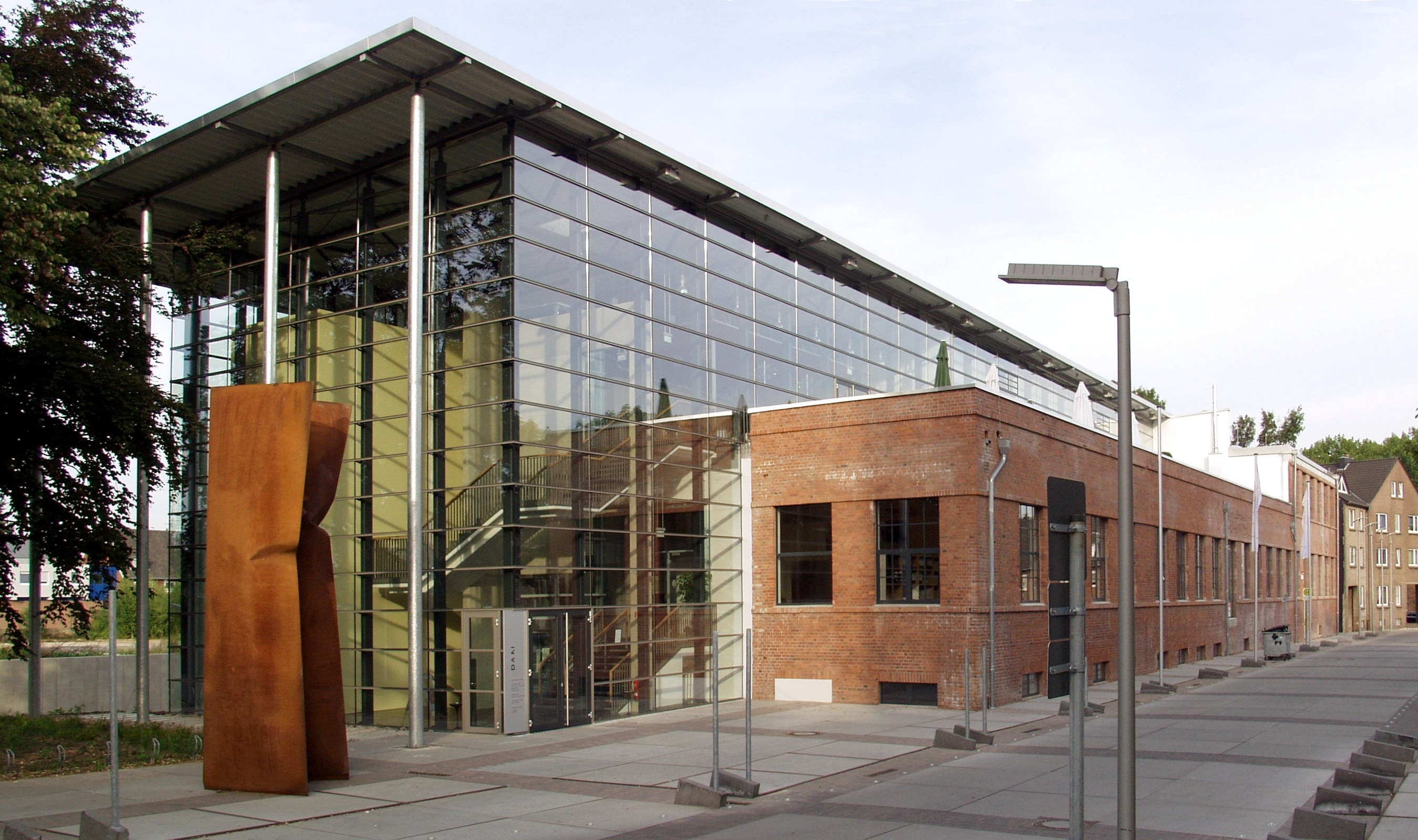
PAN-Kunstforum (Plakatmuseum)

### Museen
- Rheinmuseum

Im Rheinmuseum werden über 150 Schiffsmodelle, eine Radaranlage, Fischpräparationen, Rheinlaufkarten, eine historische Christophorusfigur und eine stadtgeschichtliche Sammlung gezeigt. Zu sehen sind außerdem ein Ein-Mann-U-Boot, Typ BIBER aus dem Zweiten Weltkrieg und Ausstellungen zur Rheinschifffahrt, Stadtgeschichte und Fischerei.
- PAN-Kunstforum/Plakatmuseum

Die umfangreiche Plakatsammlung Ernst Müllers wird gelegentlich in der ehemaligen Schokoladen-Fabrik Lohmann in wechselnden Ausstellungen gezeigt.
- Museum für Kaffeetechnik

Der Emmericher Röstmaschinenhersteller Probat zeigt in dem auf seinem Werksgelände befindlichen Museum die Entwicklung der Kaffeetechnik in den vergangenen eineinhalb Jahrhunderten.

### Bauwerke

#### Sakralbauten

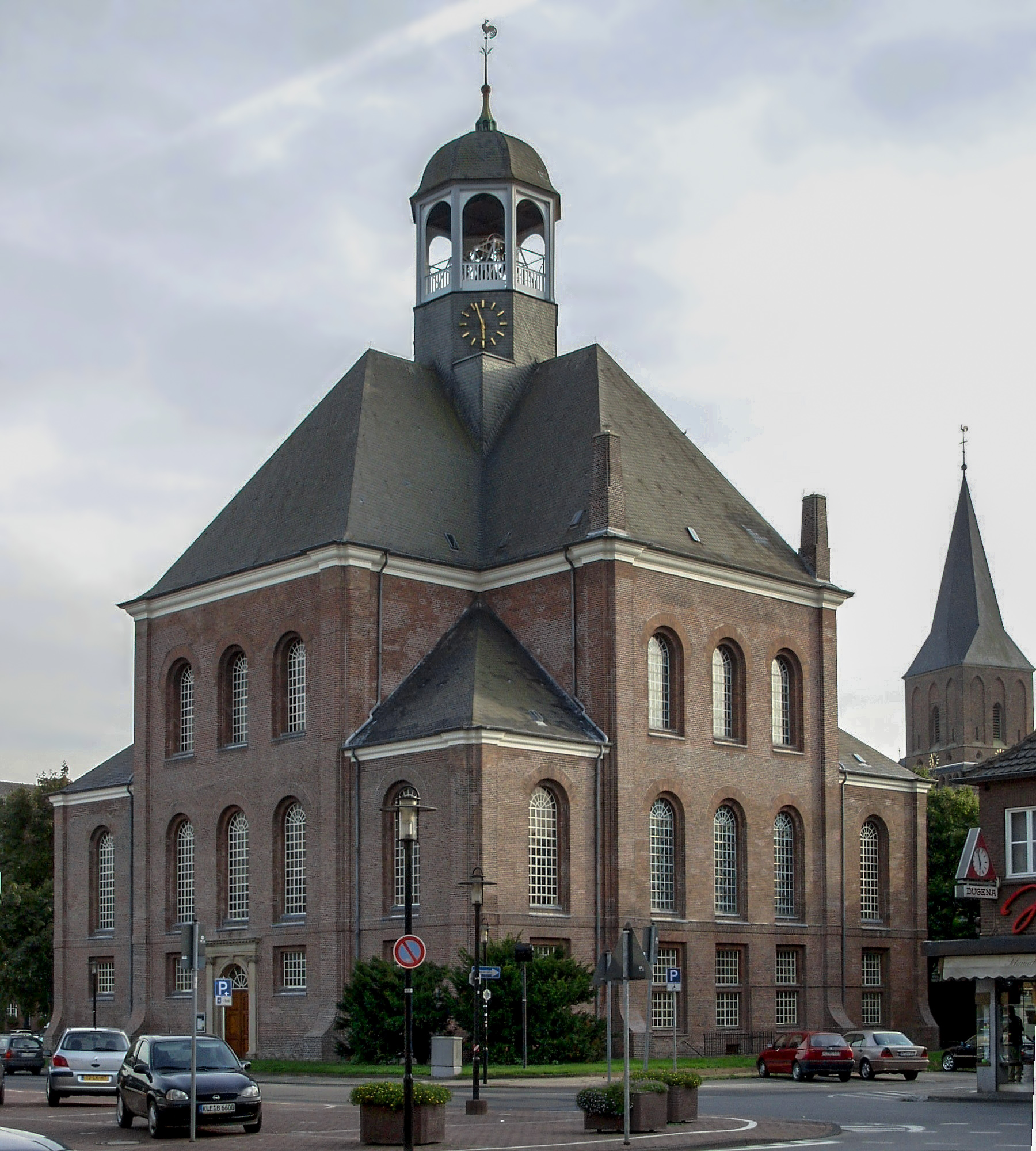
Christuskirche

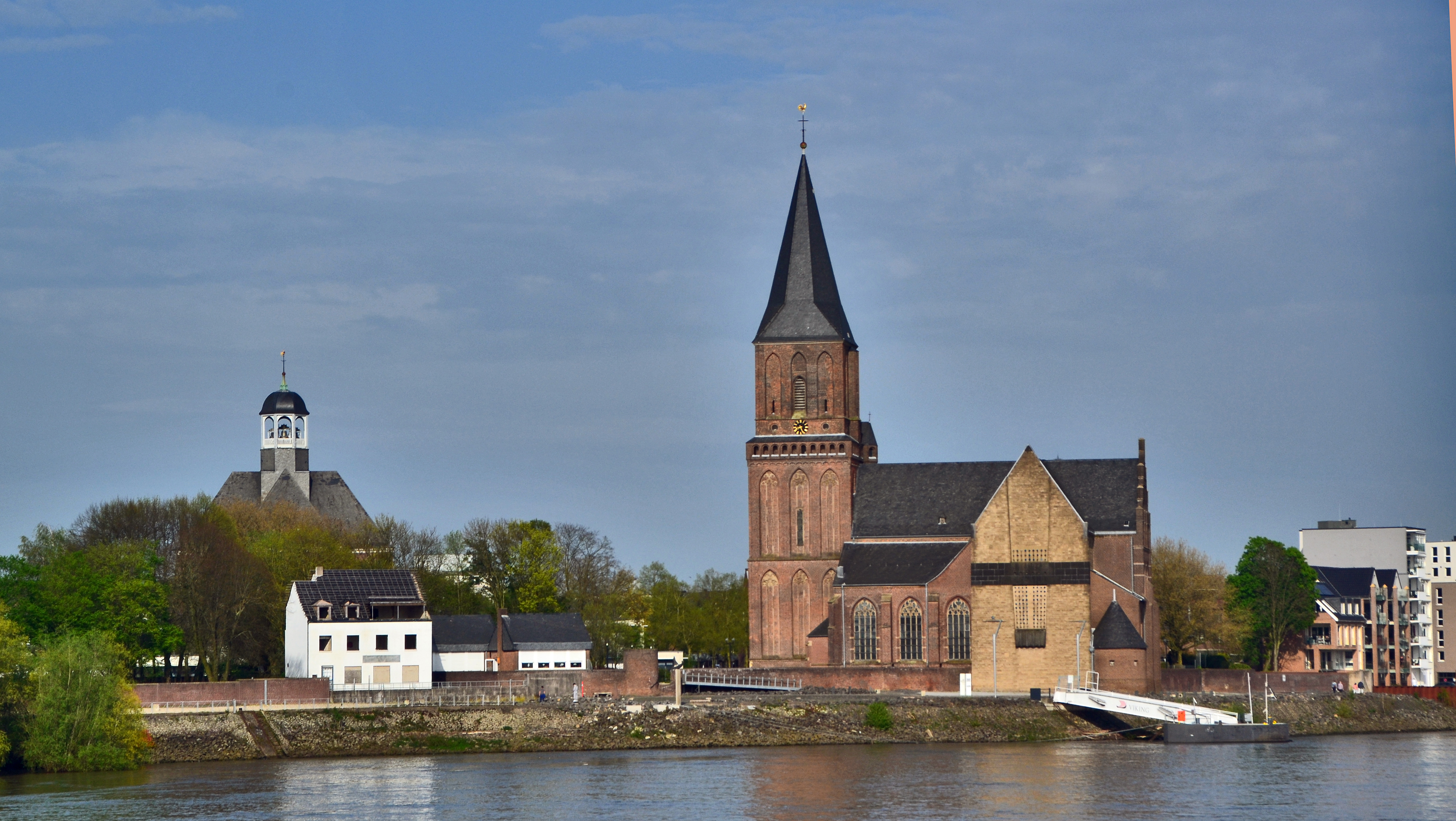
St. Martini in Emmerich am Rhein

St.-Aldegundis-Kirche

- Christuskirche

Mitten auf dem zentralen Geistmarkt wurde von 1690 bis 1715 diese Predigtkirche mit holländischer Prägung errichtet. Sie wurde nach den Plänen der Amsterdamer Oosterkerk gebaut. Beim Wiederaufbau nach dem Zweiten Weltkrieg wurde eine Zwischendecke eingezogen. Die evangelische Kirche ist eine der wenigen Kirchen, deren Gottesdienstraum sich im ersten Stock befindet. Im Erdgeschoss befindet sich der Gemeindesaal.
- Heilig-Geist-Kirche

Im Zentrum des Ortsteils Leegmeer steht die Heilig-Geist-Kirche, ein in den 1960er Jahren errichteter moderner Kirchen-Zentralbau aus Beton, mit einem großen Kreuz aus Schrott und informeller Wandgestaltung. Dieser außergewöhnliche Sakralbau von Dieter Georg Baumewerd, Kreuz und zweigeteilter Altar von Waldemar Kuhn sowie Innenraumgestaltung und ungegenständlicher Kreuzweg von Fred Thieler spiegeln die Modernisierung der katholischen Kirche zu Zeiten des Zweiten Vatikanischen Konzils wider.
- St.-Martini-Kirche

Die im 11. Jahrhundert erbaute Kirche fällt vor allem durch die romanische Choranlage, die Krypta und den reichen Kirchenschatz auf. Die ehemalige Stiftskirche wurde aus Backstein und Tuff gemauert und besteht aus einem gotischen, unregelmäßig zweischiffigen Langhaus, dem vorgesetzten Turm und einem romanischen Hochchor über einer Krypta.
- St.-Vitus-Kirche

Sie ist die älteste der Emmericher Kirchen. Die erste Kirche des 967 gegründeten kaiserlichen Reichsstiftes wurde im 12. Jahrhundert durch eine dreischiffige romanische Basilika ersetzt. Diese wurde 1585 durch Feuer zerstört, 1670 zweischiffig wiederaufgebaut, 1945 durch Artilleriebeschuss stark beschädigt und von 1950 bis 1965 restauriert und um das Seitenschiff erweitert.
- St.-Aldegundis-Kirche

Sie wurde 1474 geweiht. Der westliche Teil und der Turm kamen 1483 dazu. Die Kirche wurde 1854 und 1909 erneuert. Beim Wiederaufbau nach dem Zweiten Weltkrieg wurde auf die Wiederherstellung des erst 1870/71 aufgesetzten spitzen Turmhelmes verzichtet und der frühere flache Turmabschluss wiederhergestellt. Im Jahr 2000 wurde ein Carillon mit 43 Glocken in Betrieb genommen.
- Apostolische Kirche am Stadtgarten

Nach der Spaltung von der Neuapostolischen Kirche 1955 bestand die Apostolische Gemeinschaft zehn Jahre lang in provisorischen Räumen, ehe am 14. November 1965 nach sechsmonatiger Bauzeit die eigene Kirche eingeweiht werden konnte.

#### Profanbauten

Emmerich – Steinstraße 15 (De wette Telder, links) und Nr. 17

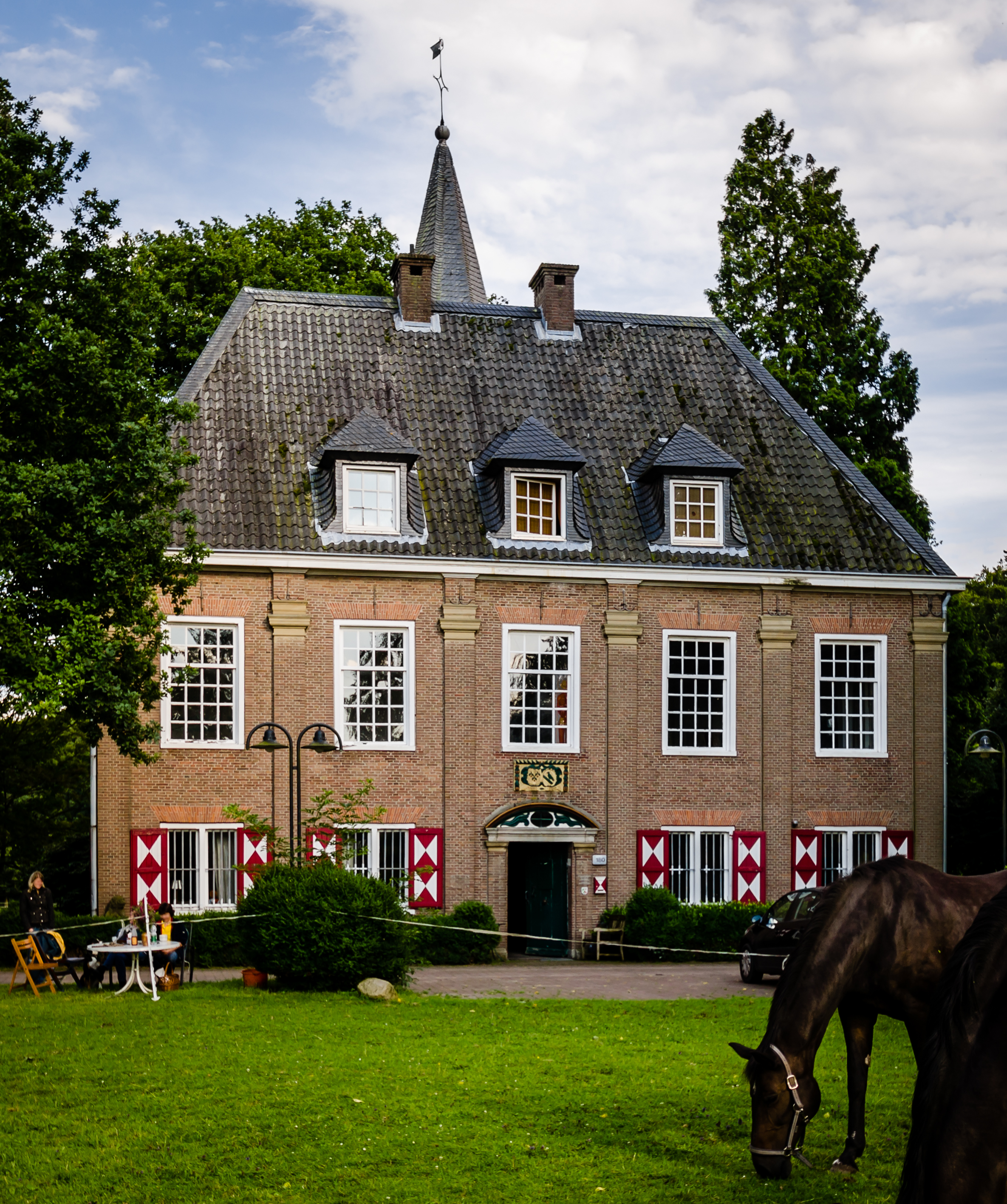
Schlößchen Borghees

- Rheinbrücke Emmerich

Die 1965 freigegebene Rheinbrücke Emmerich ist mit einer Länge von 1228 m und 500 m Spannweite die längste Hängebrücke Deutschlands. Sie wird täglich von etwa 500 Schiffen passiert. Das Brückenwappen gestaltete Waldemar Kuhn.
- Stadtkern

Der Stadtkern war bis zu seiner nahezu völligen Zerstörung am 7. Oktober 1944 noch zu einem großen Teil von giebelständigen Backsteinbauten bestimmt. Von diesen blieben lediglich im westlichen Teil der Steinstraße einzelne Beispiele erhalten. Besonders schön ist die Baugruppe Steinstraße 15–19 mit den Häusern De wette Telder (Nr. 15, um 1650, älteste Teile im Kern aus dem 15. Jahrhundert) und Zum goldenen Pfau (Nr. 17, wohl 2. Hälfte des 17. Jahrhunderts), die zu den ältesten der Stadt gehören. Das Haus Nr. 19 mit seinem Glockengiebel soll um 1700 entstanden sein. Die Schaufensterfront wurde im 19. Jahrhundert eingebaut. Zu den bedeutendsten Profanbauten zählte einst der Hof von Holland, Alter Markt 3, ein viergeschossiges Backsteinhaus mit Stufengiebel, das an den Mauerankern die Jahreszahl 1650 trug. An seiner Stelle entstand bis 1957 ein Neubau, der sich formal (Stufengiebel) an den Vorgänger anlehnt. Ältere Bauteile – das Erdgeschoss mit dem Portal war erhalten geblieben – wurden nicht wiederverwendet.
- Schlößchen Borghees

Das heute als Kulturzentrum genutzte Herrenhaus Schlößchen Borghees wurde in seiner heutigen Form Mitte des 18. Jahrhunderts ausgebaut. Der zweigeschossige Backsteinbau ist von einem Walmdach mit Gauben abgeschlossen. Seine Hauptfassade an der Westseite besitzt fünf Achsen und ist durch sechs Pilaster vertikal gegliedert. Über dem Portal in der Mitte der Fassade findet sich das Allianzwappen der Familien Rickers und Raab aus dem Jahr 1680. An der Ostseite ist dem Gebäude mittig ein quadratischer Treppenturm mit vier Geschossen und hohem Helm vorgesetzt. Historisch bekannt wurde das Schlößchen Borghees als Heimort von Katharina Rickers, der späteren Reichsgräfin von Wartenberg, die in Berlin eine Mätresse des Preußenkönigs Friedrich I. wurde.

## Wirtschaft und Infrastruktur

### Verkehr

#### Busverkehr
Emmerich bildet das Tarifgebiet 71 des Verkehrsverbundes Rhein-Ruhr (VRR) und ist aufgeteilt in drei Tarifwaben. Der Busverkehr wird von der NIAG durchgeführt. Im Auftrag der NIAG werden auch Busse der Firmen Look, ONV und von Mulert eingesetzt, so dass es weder einheitliche Standards (beispielsweise Barrierefreiheit und Komfort) noch ein einheitliches Corporate Design gibt.
Überörtlich gibt es drei Buslinien. Im Halbstundentakt fährt ein sogenannter Schnellbus (Linie SB58) nach Kleve und im Halbstunden- bzw. Stundentakt weiter nach Nimwegen. Ebenfalls im Stundentakt fährt die Buslinie nach Rees (Linie 88). Am Abend kann diese Linie nur nach Voranmeldung genutzt werden, da ein Taxibus nach Bedarf eingesetzt wird. Die Linie nach ’s-Heerenberg (Montferland, NL) (Linie 91, neunmal täglich) wird im Stunden- und Zweistundentakt bedient.
| Linie | Linienweg | Takt Mo–Fr | Takt Sa | Takt So  |
| ----- | --- | ---------- | ------- | -------- |
| SB58  | Emmerich Bahnhof – Kleiner Löwe – Geistmarkt – Rheinbrücke – Warbeyen – Kellen – Kleve Bahnhof (- Donsbrüggen – Nütterden – Kranenburg – Landesgrenze – Beek – Museum Het Valkhof – Nimwegen Bahnhof) | 30 (30/60) | 60      | 60 (120) |
| 88    | Emmerich Bahnhof – Vrasselt – Praest – Bienen – Esserden – Rees Busbahnhof | 60         | 120     | 120      |
| 91    | Emmerich Bahnhof – Kleiner Löwe – Geistmarkt – Amtsgericht – Kaninenfang – Gouden Handen – ’s-Heerenberg Molenpoort                                                                                   | 60/120     | 60      | -        |

Die Emmericher Nachbargemeinden Oude IJsselstreek und Zevenaar sind mit deutschen ÖPNV-Linien nicht direkt zu erreichen.
Innerörtlich verkehren drei Buslinien. Diese fahren von der Innenstadt nach Speelberg (Linie 90, Stundentakt, nachmittags Halbstundentakt), über Vrasselt und Dornick nach Praest (Linie 93, siebenmal täglich) und über Borghees und Hüthum nach Elten (Linie 94, Stundentakt, nachmittags Halbstundentakt). Auf den Linien 90 und 94 werden in Tagesrandlagen Taxibusse (mit Voranmeldung) eingesetzt.
| Linie | Linienweg | Takt Mo–Fr | Takt Sa | Takt So |
| ----- | --- | ---------- | ------- | ------- |
| 90    | Emmerich Bahnhof – Kleiner Löwe – Geistmarkt – Amtsgericht – Hansastr. – Helenenbusch – Liebfrauenkirche – Arbeitsagentur | 60/30      | 60      | 120     |
| 93    | Geistmarkt – Kleiner Löwe – Emmerich Bahnhof – Vrasselt – Dornick – Praest                                                | 120        | 120     | -       |
| 94    | Emmerich Bahnhof – Kleiner Löwe – Geistmarkt – Amtsgericht – Hansastr. – Borghees – Hüthum – Elten                        | 60/30      | 60      | 120     |

Am Wochenende, an Feiertagen und in den Schulferien sind die Busangebote ausgedünnt. Neben Fahrausweisen des VRR sind nach Anerkennungstarif auch niederländische Fahrausweise gültig.
Seit dem 11. November 1986 fährt in Emmerich ein Bürgerbus (Linie bEm, zehnmal täglich). Der Bürgerbus verbindet die Ortsteile Leegmeer und Speelberg mit dem Stadtzentrum. Er transportiert pro Jahr etwa 11.000 Fahrgäste, Tendenz steigend.
Seit dem 13. Dezember 2010 fährt ein niederländischer Bürgerbus (Buurtbus Rijnwaarden, Linie 566, Stundentakt) durch Emmericher Gebiet. Dieser Bürgerbus verbindet den Ortsteil Elten mit den niederländischen Orten Spijk, Tolkamer, Lobith, Babberich und Zevenaar. Am Bahnhof Zevenaar besteht Anschluss an das niederländische Bahnnetz.
| Linie | Linienweg                                                            | Takt Mo–Fr | Takt Sa | Takt So |
| ----- | -------------------------------------------------------------------- | ---------- | ------- | ------- |
| bEm   | Emmerich Bahnhof – Kleiner Löwe – Amtsgericht – Speelberg – Leegmeer | 60         | 60      | -       |
| 566   | Spijk – Tolkamer – Lobith – Elten – Babberich – Zevenaar Bahnhof     | 60         | -       | -       |

Die Aufgabenträgerschaft für den Straßenpersonennahverkehr (ÖSPV) liegt beim Kreis Kleve.
Der Kreis hat diesen für die Vergabe in zwei Bündel aufgeteilt, von denen für Emmerich das Bündel I relevant ist. Dieses wurde für zehn Jahre (bis November 2029) im Rahmen eines öffentlichen Dienstleistungsauftrages an die Fa. Look Busreisen vergeben.

#### Schienenverkehr

Bahnhof

Emmerich liegt an der Hollandstrecke und ist mit dem Rhein-IJssel-Express (RE 19) im Stundentakt über den Bahnhof Emmerich sowie die Haltepunkte Praest und (seit Juli 2019) Emmerich-Elten erreichbar. ICE-Züge passieren Emmerich ohne Halt.

#### Taxi
Zum ÖPNV zählen auch die Taxis. In Emmerich gibt es 18 Taxis (und 17 Mietwagen) (Stand: 2017). Pflichtfahrgebiet ist der gesamte Kreis Kleve. Die Taxipreise für das Pflichtfahrgebiet werden durch den Kreistag Kleve beschlossen. Die aktuelle Taxitarifordnung wurde zum 21. Januar 2019 eingeführt. Danach kostet ein Kilometer tagsüber € 2,10 bei einer Grundgebühr von € 3,90. Abends ab 22 Uhr und ganztägig am Wochenende sind € 2,20 je Kilometer zu zahlen. An nachfragestarken Terminen ist der Nachttarif bereits ab 18 Uhr zu zahlen. Dies gilt für die Karnevalswoche von Altweiberfastnacht bis Veilchendienstag, den Tanz in den Mai, Heiligabend und Silvester.

#### Stadsregiotaxi
Das Stadsregiotaxi ist ein niederländisches nachfrageabhängiges ergänzendes ÖPNV-Angebot, das auch für Fahrten von und nach Emmerich genutzt werden kann. Nach Voranmeldung per Telefon oder Website (mindestens ein bis zwei Stunden vor der gewünschten Fahrtzeit) wird zur gewünschten Zeit (±15 Minuten) mit einem Sammeltaxi von Tür zu Tür befördert. Die Startadresse oder die Zieladresse muss im Kerngebiet des Stadsregiotaxis, der Städteregion Arnheim Nimwegen (SAN), liegen. Zu diesem Kerngebiet zählen auch die Emmericher Nachbargemeinden Zevenaar (mit Aerdt, Angerlo, Babberich, Bahr, Bevermeer, Bingerden, Giesbeek, Herwen, Lathum, Lobith, Ooy, Pannerden, Spijk, Tolkamer, Tuindorp und Alt-Zevenaar) und Montferland (mit Azewijn, Beek, Braamt, Didam, Greffelkamp, ’s-Heerenberg, Kilder, Lengel, Loerbeek, Loil, Nieuw-Dijk, Oud-Dijk, Stokkum, Wijnbergen und Zeddam).
Aufgrund des Sammeltaxicharakters (siehe ÖPNV-Sonderformen) kann die Fahrt länger dauern als eine Taxifahrt, da versucht wird, die Fahrtwünsche mehrerer Besteller zu kombinieren. Bei Bedarf (Theatervorstellung, Beerdigung, Hochzeit, Weiterfahrt mit dem Zug) kann eine Fahrt mit Ankunftsgarantie bestellt werden. Dann wird eine Ankunft bis zu 30 Minuten (Bahnhof: 15 Minuten) vor der abgesprochenen Zeit sichergestellt. Auf Wunsch erfolgt fünf Minuten vor dem Eintreffen des Stadsregiotaxis an der Startadresse ein Anruf oder eine Benachrichtigung per SMS, damit der Fahrgast sich rechtzeitig zur Tür begeben kann. Das Taxi wartet maximal zwei Minuten. Das Stadsregiotaxi steht täglich von 8:00 Uhr bis Mitternacht, am Wochenende bis 02:00 Uhr, zur Verfügung.
Tarifiert wird nach einem Zonenmodell, bei dem jede Zone etwa vier Kilometer beträgt. Der Preis für eine bis vier Zonen (drei Reisezonen plus eine obligatorische rechnerische Einsteigezone) liegt oberhalb des Bustarifs, aber unterhalb des regulären Taxitarifs (Stand 2012: Stadsregiotaxi 2,10 Euro/Zone). Bei mehr als vier Zonen fällt für die fünfte Zone der doppelte Stadsregiotaxitarif an. Ab der sechsten Zone gilt der reguläre Taxipreis. Bezahlt wird bar beim Taxichauffeur.
Kinder bis zu vier Jahren fahren kostenlos mit (maximal zwei Kinder je zahlendem Reisenden), bei älteren Kindern fährt das erste zum halben Preis, weitere zum vollen Preis. Senioren sowie Behinderte zahlen ggf. einen stark ermäßigten Tarif (gemeindeabhängig), eine notwendige Begleitperson wird kostenlos mitgenommen. Rollatoren, (Elektro-)Rollstühle und Blindenhunde werden nach Anmeldung kostenlos mitbefördert.
Bei gemeinsamer Voranmeldung von zwei Fahrgästen mit gleicher Startadresse und gleicher Zieladresse zahlt der zweite Fahrgast den halben Tarifpreis. Weitere Mitreisende zahlen den vollen Tarif.
Seit dem 1. September 2016 heißt Stadsregiotaxi Avan.

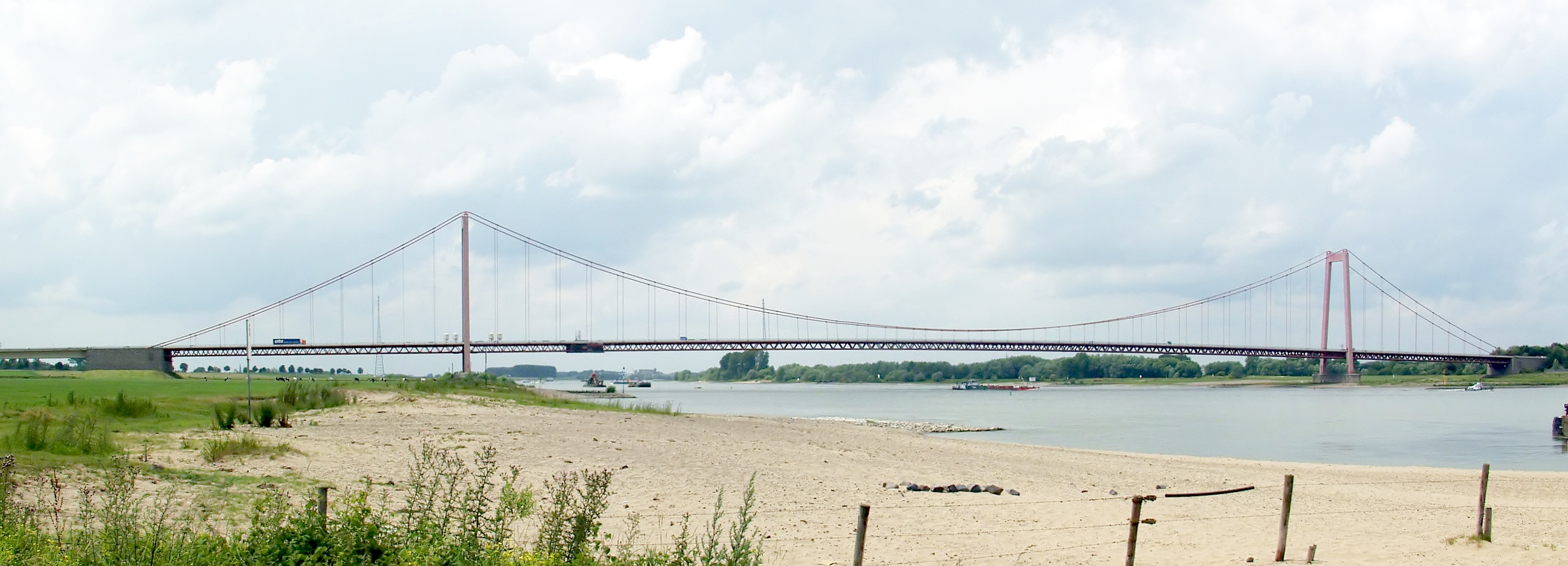
Emmericher Rheinbrücke

#### Straßenverkehr
Emmerich ist durch die Bundesautobahn 3 (E 35) mit drei Abfahrten im Stadtgebiet und die Bundesstraßen 8 und 220 an das Fernstraßennetz angebunden.
Über den Rhein bei Emmerich spannt sich mit der Rheinbrücke Emmerich die längste Hängebrücke Deutschlands und verbindet als Teil der Bundesstraße 220 die Städte Emmerich und Kleve.

#### Schiffsverkehr
Der Emmericher Hafen liegt beim Containerumschlag in der Binnenschifffahrt mit 92.000 TEU an achter Stelle der umschlagstärksten deutschen Häfen (Stand: 2018).
Bis in die Mitte des 17. Jahrhunderts reicht die Tradition des Emmericher Rheinhafens zurück. Ein Hafenbecken wurde erstmals 1640 urkundlich erwähnt. In der ersten Hälfte des 19. Jahrhunderts erreichte die Dampfschifffahrt ihren Höhepunkt und verlieh dem Emmericher Hafen große Bedeutung. 1885 wurde der preußische Sicherheitshafen eingerichtet.
Heute bedeutsam ist der Industriehafen mit zwei Containerbrücken, Anschlussgleisen und Anschluss an städtische Straßen zur Ermöglichung eines trimodalen Verkehrs. Weiterhin industrierelevant sind die Schiffsanleger der Firmen Oleon und KLK Oleo für flüssige Güter und die Anlegestelle mit Drehkran der Deutschen Gießdraht. Daneben gibt es den fiskalischen Hafen, drei Steiger für Flusskreuzfahrt- und Ausflugsschiffe entlang der Rheinpromenade und einen flussabwärts liegenden Yachthafen.
Im Stadtteil Dornick liegt der ehemals militärisch genutzte Hafen brach.

#### Luftverkehr
Die nächstgelegenen Flughäfen befinden sich in Weeze (37 km), Düsseldorf (95 km), Eindhoven (NL) (120 km), Dortmund (125 km) und Schiphol (NL) (136 km).
In Emmerich befindet sich das Segelfluggelände Emmerich-Palmersward.

H. von Gimborn-Logo

Katjes-Logo

### Ansässige Unternehmen
- BLG Logistics Group (Logistik)
- Brother (Großhandel Industrienähmaschinen)
- Convent Spedition (Logistik)
- Deutsche Giessdraht (Kupfer-Giesswalzdraht)
- Emmericher Gesellschaft für kommunale Dienstleistungen (EGD) (Beteiligungen Stadtwerke, Schwimmbad, Hafen)
- Essity (Medizinische Kompressionsstrümpfe)
- Freudenberg Sealing Technologies (Spritzguss)
- Frutarom (Aromen, Extrakte und Lebensmittelzubereitungen)
- G 3 Worldwide Mail (Germany) (Post-, Kurier- und Expressdienste)
- Gelderland (Fleischwaren)
- H. von Gimborn (Heimtierfutter)
- Hantermann (Gastronomiebedarf)
- KAO Chemicals (Chemie)
- Katjes (Süßwaren)
- KLK Oleo (Oleochemie)
- Oleon (Oleochemie)
- Probat (Kaffeeröstmaschinen)
- Pro Homine (Krankenhaus, Senioreneinrichtungen, Gesundheitswesen)
- Q-railing (Geländer)
- Sparkasse Rhein-Maas (Geldgeschäfte)
- Stadtwerke Emmerich (SWE) (Strom, Erdgas, Wärme, Trinkwasser)
- Volksbank Emmerich-Rees (Geldgeschäfte)
- Zippo

### Medien
In Emmerich erscheinen zwei Tageszeitungen mit Lokalredaktion, die Rheinische Post und die Neue Rhein Zeitung (montags bis samstags). Die Rheinische Post übernimmt im Lokalteil einen Teil der NRZ-Artikel wortgleich, nur mit leicht veränderter Überschrift und Autorenkürzel statt vollem Autorennamen.
Es erscheinen wöchentlich zwei Anzeigenblätter mit lokalen Informationen, der Stadtanzeiger Emmerich-Rees (mittwochs und samstags) und die Niederrhein-Nachrichten (samstags).

### Öffentliche Einrichtungen

#### Bundesbank
Emmerich ist Bankplatz der Deutschen Bundesbank mit der Bankplatz-Nummer 358. Mit diesen drei Ziffern beginnen die Bankleitzahlen der Emmericher Kreditinstitute.

#### Gericht
Emmerich ist seit 1878 Sitz des Amtsgerichts, zuständig für die Städte Emmerich am Rhein und (seit 1975) Rees. 1906 wurde es dem Oberlandesgericht Düsseldorf zugeteilt, die Zuteilung zum Landgericht Kleve erfolgte 1912. Seit 1914 residiert es im Gerichtsgebäude an der Seufzerallee.

#### Gesundheit und Alter
Das Willibrord-Spital ist das Emmericher Krankenhaus und befindet sich seit 1861 am heutigen Platz. Es ist als Stiftung organisiert und bietet 293 Betten in fünf Hauptabteilungen (Innere Medizin, Chirurgie, Orthopädie, Gynäkologie, Rheuma-Tagesklinik, Anästhesie, Intensivmedizin, Röntgen- und Nuklearmedizin). Rechnerisch gibt es 420 Vollzeitstellen, die sich auf etwa 780 Mitarbeiter verteilen. Damit ist dies Emmerichs größter Arbeitgeber.
In Emmerich gibt es drei Altenheime, die zum Teil auch Seniorenwohnungen anbieten. Die Senioreneinrichtung Willikensoord in der Altstadt bietet 83 Plätze im Heimbereich sowie 60 Seniorenwohnungen. Ebenfalls in der Altstadt befindet sich St. Augustinus mit 72 Plätzen. Das Altenzentrum St.-Martinus-Stift in Elten bietet 82 Heimplätze und 69 Seniorenwohnungen.

#### Post
Neben der seit 1831 auf dem Geistmarkt befindlichen Postfiliale der Deutschen Post (mit Postbank-Finanzcenter) gibt es vier Postagenturen im Einzelhandel in der Altstadt, in Speelberg und in Elten sowie vier Verkaufspunkte für Brief- und Paketmarken. Packstationen der Post-Tochterfirma DHL wurden auf dem Parkplatz des Discounters Aldi eingerichtet und auf dem Parkplatz des Discounters Penny im Ortsteil Elten.

#### Zollamt
Das dem Hauptzollamt Duisburg zugeordnete Zollamt Emmerich bearbeitet mit 230 Mitarbeitern die Bereiche Zollamt, Finanzkontrolle Schwarzarbeit sowie Vollstreckung.

#### Weitere öffentliche Einrichtungen
In Emmerich befindet sich die Polizeiwache und das Kriminal- und Verkehrskommissariat Emmerich am Rhein. Die Stadt Emmerich betreibt als Optionskommune das örtliche Jobcenter. Ferner sind Dienststellen der Agentur für Arbeit Wesel, des Deichverbands Bislich–Landesgrenze, des Wasser- und Schifffahrtsamts Duisburg-Rhein sowie der Wasserschutzpolizei ansässig.

### Bildung
In Emmerich gibt es 15 Kindergärten (davon neun katholische, ein evangelischer und fünf freie), zwei Kindertagesstätten, fünf Grundschulen (davon drei katholische und zwei Gemeinschaftsgrundschulen), eine Förderschule, eine sechszügige Gesamtschule und das städtische Willibrord-Gymnasium mit langer Schultradition (Stand: 2025).
Im Schuljahr 2016/2017 wurden 3178 Schüler an den 11 allgemeinbildenden Schulen von 257 Lehrern (davon 32 % in Teilzeit) unterrichtet. Frauen sind unter den Lehrpersonen mit insgesamt 68,5 % (an den Grundschulen mit 89,3 %) überrepräsentiert.
Die Gesamtschule nahm zum Schuljahr 2014/15 dem Elternwillen entsprechend als Ganztagsschule die Arbeit auf. Die letzte der drei ehemaligen Hauptschulen und die Realschule liefen sukzessive bis 2019 aus.
Erwachsenenbildung wird angeboten von der Volkshochschule und zwei kirchlichen Trägern, dem katholischen Haus der Familie und der Evangelischen Familienbildungsstätte.
Emmerich war vom Wintersemester 2010/2011 bis zum Ende des Sommersemesters 2012 Interims-Standort der Hochschule Rhein-Waal. Der Campus befand sich auf einem Teil des ehemaligen Kasernengeländes.

## Persönlichkeiten

### Ehrenbürger
Die Ehrenbürgerschaft ist die höchste Ehre, die die Stadt zu vergeben hat. Weitere mögliche Ehrungen sind eine silberne Ehrenplakette oder ein goldener Ehrenring. Seit 1875 wurde 13-mal die Ehrenbürgerwürde zuerkannt, davon dreimal von der damals selbständigen Gemeinde Elten. Eine Ehrenbürgerschaft – 1933/34 an Hermann Göring verliehen – wurde wieder aberkannt, allerdings erst mehr als sechs Jahrzehnte später.